# St. Trinitatis (Sievershausen)

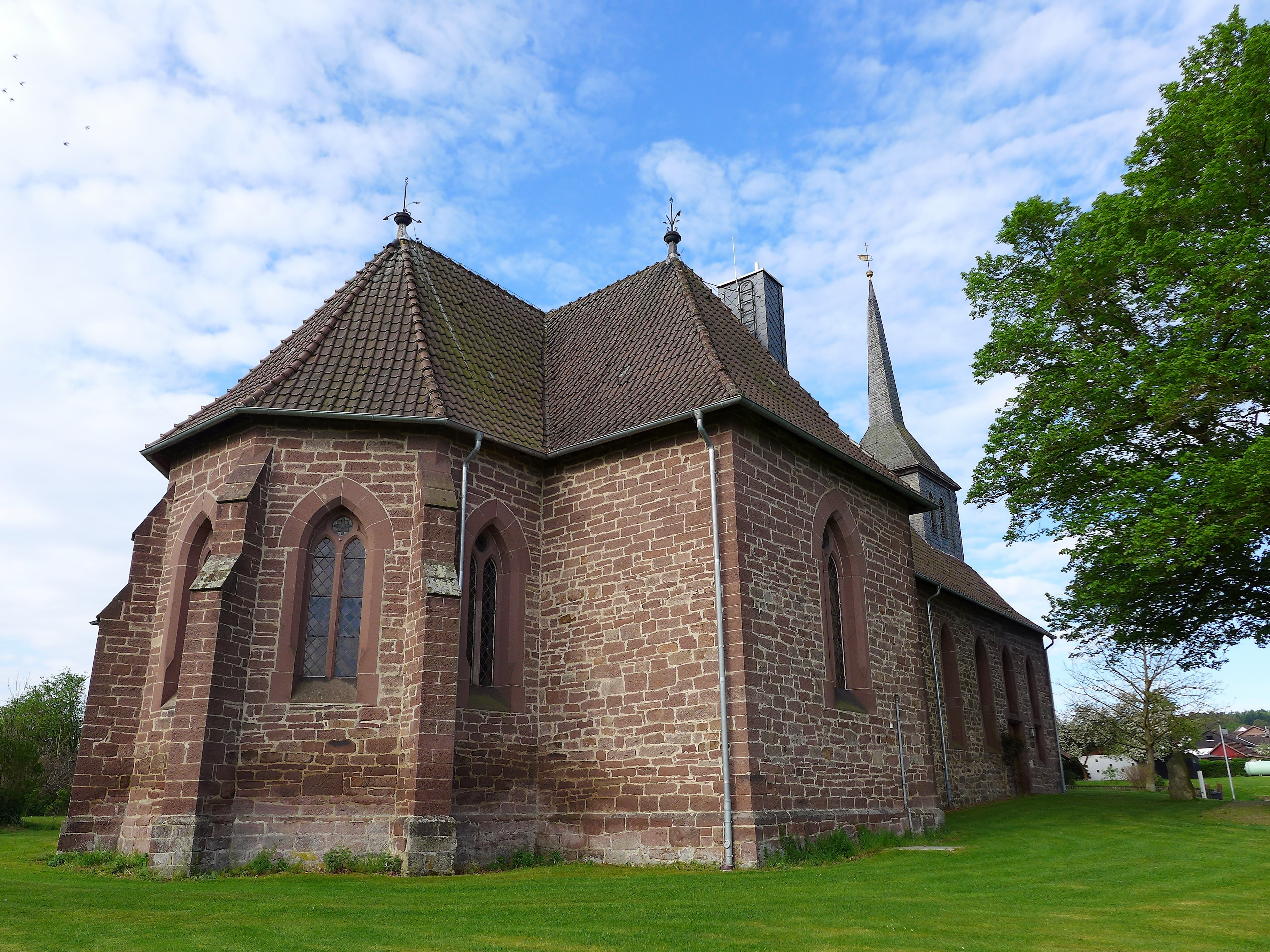
Sievershausen, St. Trinitatis

Die evangelisch-lutherische denkmalgeschützte Kirche St. Trinitatis steht in Sievershausen, einem Dorf, das zur Stadt Dassel im Landkreis Northeim von Niedersachsen gehört. Die Kirchengemeinde gehört zur Evangelisch-lutherischen Emmaus-Kirchengemeinde Dassel-Solling im Kirchenkreis Leine-Solling im Sprengel Hildesheim-Göttingen der Evangelisch-lutherischen Landeskirche Hannovers.

## Beschreibung
Das Langhaus und der mit Strebepfeilern gestützte Chor wurden 1542 bis 1577 aus unverputzten Bruchsteinen gebaut. 1871–72 wurde von Conrad Wilhelm Hase die Saalkirche zur neugotischen Kreuzkirche erweitert. Das Langhaus wurde erhöht. Im Westen seines ziegelgedeckten Satteldaches erhebt sich ein schiefergedeckter Dachturm mit einem spitzen Helm. Vor dem Chor wurde ein Querschiff errichtet. Im Süden des Chors ist die Sakristei angebaut. 